# Big-i

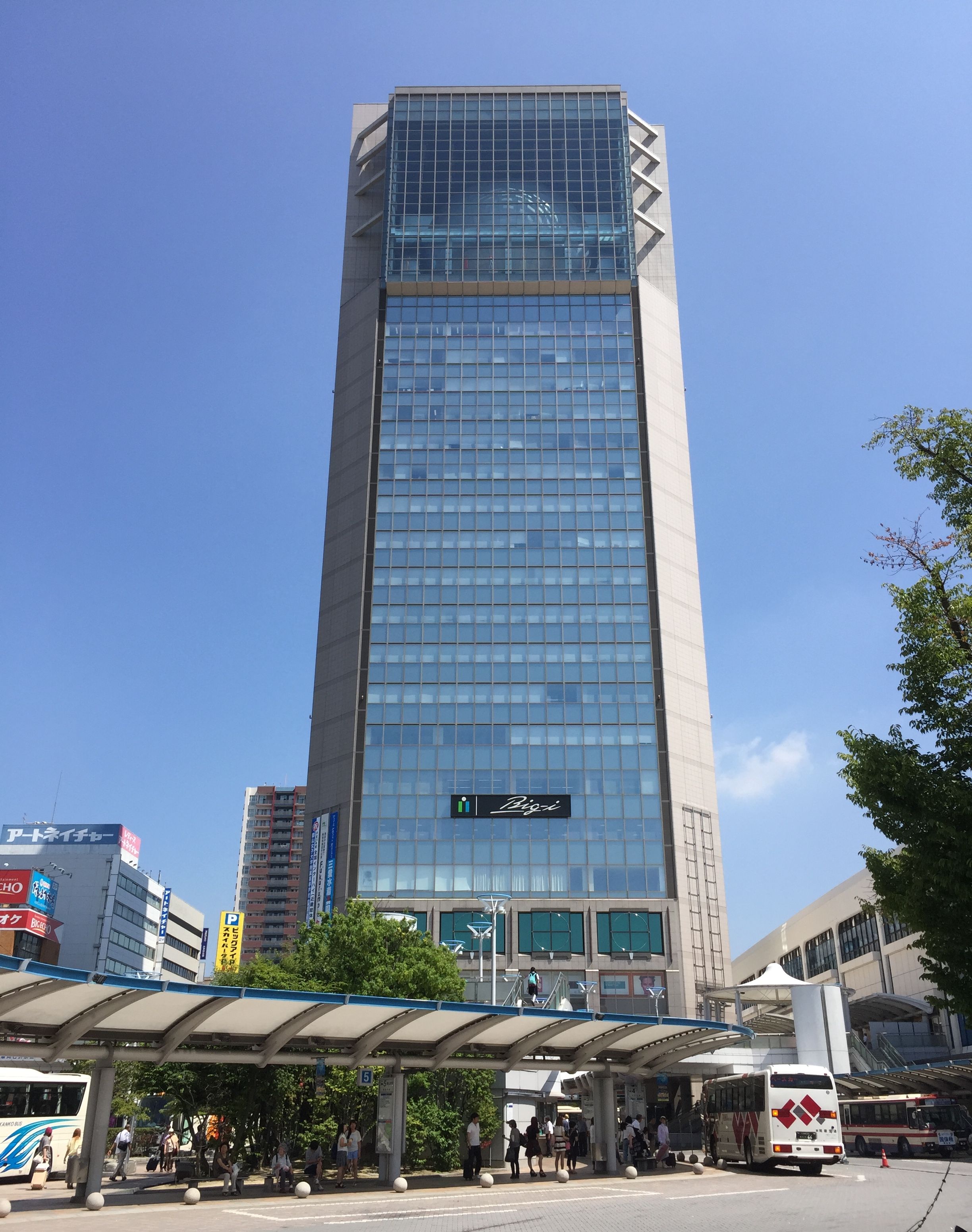
Big-i

Big-i（日語：ビッグアイ）是日本福島縣郡山市東日本旅客鐵道（JR東日本）郡山站前的一座摩天大樓。這座大樓是郡山站西口再開發事業的一部分，地上有24層，地下有1層，最高部分高133公尺，是福島縣最高的人工建築。

## 外部連結
- 官方网站
- MOLTI（页面存档备份，存于）

37°23′59″N 140°23′17″E / 37.39972°N 140.38806°E